# アラン・クーパー
アラン・クーパー（Alan Cooper、1952年6月3日 - ）は、アメリカ合衆国のソフトウェア設計者、プログラマであり、「Visual Basicの父」として広く認知されている。また、著書About Face: The Essentials of Interaction DesignやThe Inmates Are Running the Asylum: Why High-Tech Products Drive Us Crazy and How to Restore the Sanityでも知られている。インタラクションデザインコンサルティングのリーディングカンパニーであるクーパー社を創業して目的主導型設計手法を生み出し、ハイテク製品を生み出すための実用的なインタラクションデザインツールとして「ペルソナ」の活用を先駆的に提唱した。2017年4月28日、クーパーは、「Visual BASICにおいてビジュアル開発環境を発明し、インタラクションデザインとその基本ツールの分野を確立した先駆者」として、コンピュータ歴史博物館の「コンピュータの殿堂」の殿堂入りした。

## 生涯

### 若年期
クーパーはアメリカ合衆国カリフォルニア州マリン郡で育ち、マリン大学で建築学を專攻した。彼はここでプログラミングを学び、学費を稼ぐためにプログラミングの仕事を請け負っていた。
1975年に大学を卒業してすぐ、最初のマイクロコンピュータが市場に出回るようになると、クーパーはカリフォルニア州オークランドに最初の会社であるStructured Systems Group (SSG)を設立した。この会社は、最初のマイクロコンピュータ用のソフトウェア会社の1つであった。SSG社の会計ソフト"General Ledger"は、『バイト』や『インターフェイス・エイジ』などの人気のマイクロコンピュータ雑誌に広告を出して販売されていた。このソフトウェアは、『Fire in the Valley』の歴史的な記述によると、「おそらくマイクロコンピュータ向けの初の本格的なビジネスソフトウェア」だった。これは、クーパーのソフトウェア作者としてのキャリアの始まりであると同時に、マイクロコンピュータ・ソフトウェア・ビジネスの始まりでもある。クーパーは、1980年に同社の株式の持分を売却するまでに、SSGで12本のオリジナル製品を開発した。
初期の頃、クーパーはゴードン・ユーバンクスと協力して、ビジネスプログラミング言語CBASICの開発、デバッグ、ドキュメント化、販売を行った。CBASICは、ビル・ゲイツやポール・アレンのMicrosoft BASICの初期のライバルだった。ユーバンクスは、カリフォルニア州モントレーにあるアメリカ海軍大学院で学生プロジェクトとして教授のゲイリー・キルドールと共にCBASICの前身であるBASIC-Eを製作した。ユーバンクスは海軍を退官し、キルドールが設立したデジタルリサーチ(DRI)に入社した。その後まもなく、ユーバンクスとキルドールは、新しく設立する同社の研究開発部門にクーパーを誘った。クーパーはDRIに2年間勤務した後、デスクトップアプリケーションソフトウェアの開発に専念した。
1980年代には、クーパーはWindows用のMicrophone IIや、初期のクリティカルパスプロジェクト管理プログラムであるSuperProjectなど、ビジネスアプリケーションをいくつか製作した。クーパーは1984年にSuperProjectをコンピュータ・アソシエイツに売却し、企業間市場での成功を収めた。

### Visual Basic
1988年、クーパーはWindowsユーザが"Finder"のようなシェルを構築できるようにするビジュアルプログラミング言語、コードネーム"Ruby"を製作した。彼はこれを「シェル構築セット」と呼んだ。彼はビル・ゲイツにRubyを実演し、マイクロソフトはそれを購入した。当時、ゲイツは、この技術革新は同社の製品ライン全体に「大きな影響を与える」とコメントしていた。マイクロソフトは当初、この製品をユーザ向けのシェルとしてリリースするのではなく、Windows向けのビジネスアプリケーション開発に広く使われていた同社のプログラミング言語QuickBASIC用の開発ツールに変え、Visual Basicと称することを決めていた。
クーパーの動的にインストール可能な制御機能は、Rubyではよく知られたコンポーネントであり、Visual Basic Extension(VBX)インターフェイスとして有名になった。この技術革新により、サードパーティの開発者がウィジェット（コントロール）をDLLとして記述し、それをVisual Basicのディレクトリに置くことで、Visual Basicがそれを見つけてそれと通信し、シームレスなプログラムの一部としてユーザーに提示することが可能となった。ウィジェットはツールパレットや適切なメニューに表示され、ユーザはそれをVisual Basicアプリケーションに組み込むことができる。VBXインターフェイスの発明は、これらの「動的にインストール可能なコントロール」のベンダーにとって、全く新しい市場を生み出した。クーパーの仕事の結果、1990年代には多くの新しいソフトウェア会社がWindowsソフトウェアを市場に送り出すことができた。
Visual Basic について書かれた最初の本The Waite Group’s Visual Basic How-Toはクーパーに捧げられており、著者のミッチェル・ウェイトはこの本の中でクーパーを「Visual Basicの父」と呼んでいる。
1994年、ビル・ゲイツはソフトウェア業界への貢献を称えて、クーパーにWindowsパイオニア賞を授与した。プレゼンテーションの中で、ゲイツはVBXインターフェイスを作成したクーパーの革新的な仕事を特に重要視した。1998年、SVForumはクーパーにビジョナリー賞を授与した。

### インタラクションデザインとユーザーエクスペリエンス
キャリアの初期に、クーパーは、ソフトウェア構築において当時受け入れられていたアプローチを批判的に検討し始めた。彼が最初の本で報告しているように、彼は重要なことが欠けていると考えていた。ソフトウェアの作者は「ユーザーはこれをどう使うのか?」ということを考えていなかった。クーパーは、この洞察により、何がコード化できるかではなく、ユーザのニーズを満たすために何を設計できるかに焦点を当てた設計プロセスを作成することを模索した。
1992年、ソフトウェア業界の急速な統合化に対応して、クーパーは他の企業へのコンサルティングを開始し、よりユーザフレンドリーなアプリケーションの設計を支援した。それから数年以内に、クーパーは基本的な設計原則のいくつかを明確にし始めていた。彼はクライアントと共に、ユーザのニーズを第一に考えたデザイン方法論を提唱した。クーパーはクライアントの製品のユーザにインタビューをして、これらの人々を幸せにするための共通の筋道を発見した。この実践から生まれたのが、設計ツールとしての「ペルソナ」の使用だった。クーパーは2冊の本で自分のビジョンを説いた。彼のアイデアは、ユーザーエクスペリエンスの運動を推進し、後に「インタラクションデザイン」と呼ばれる技術を定義するのに役立った。
クーパーの1冊目の著書About Face: The Essentials of User Interface Designは1995年に英語版が出版された。翌1996年には日本語版「ユーザーインターフェイスデザイン―Windows95時代のソフトウェアデザインを考える」として発刊された。その中でクーパーは、実用的なデザイン原則を網羅して紹介した。本質的にはユーザーインターフェースにおけるソフトウェアデザインの体系化であり、本書冒頭の紹介の辞でAndrew Singerが「現在、ソフトウェアデザインに関する書籍は、事実上本書だけである」と結んでいる。業界や専門家の進化に伴い、第2版では、「インターフェイスデザイン」はより正確な「インタラクションデザイン」とされた。第2版の基本哲学は、プログラマに向けての"Do the right thing. Think about your users."（正しいこととはユーザのことを考えること）であった。2014年に、About Face: The Essentials of Interaction Designというタイトルで第4版が刊行され、これもいまだ「プロのインタラクションデザイナーのための基礎テキスト」と捉えられている。ここでクーパーは、アプリケーションの姿勢(application posture)の考え方を紹介している。第1版ではデスクトップアプリケーションを君主的、臨時的、精霊的、寄生的の4種類の姿勢(posture)に分類した。画面にインターフェースが一つしかなくユーザーが長い時間それだけに集中しなければならないようなプログラムを「君主的姿勢」(sovereign posture)と呼び、一方でグラフィックスをスキャンするだけの単一機能のアプリケーションを「臨時的姿勢」(transient posture)と分類した。また、のちの版では、ウェブサイトにおける「情報提供的姿勢」(informational posture)と「トランザクション的姿勢」(transactional posture)について論じている。
クーパーは、1998年の著書The Inmates Are Running the Asylum: Why High-Tech Products Drive Us Crazy and How to Restore the Sanityの中で、「目標指向設計」(Goal-Directed design)という彼の方法論を概説した。これは、ソフトウェアは、コンピュータの些細なことにユーザを誘惑するのではなく、ユーザの最終的な目標に向かってスピードを上げさせるべきだというコンセプトに基づいている。これは1995年の著書の「イディオムとアフォーダンス」の項で、すでに「ユーザーが興味があるのは知識より結果である」として紹介されている概念をより発展させたものである。この本の中でクーパーは、実用的なインタラクションデザインのツールとして「ペルソナ」という新しい概念を紹介している。この本の中での簡潔な説明により、ペルソナはその異常な力と有効性のために、ソフトウェア業界で急速に人気を博した。今日では、インタラクションデザイン戦略の概念とペルソナの利用は、業界全体に広く浸透している。クーパーは、彼の2冊目の本のメッセージを、ビジネスマンに対する"know your users' goals and how to satisfy them. You need interaction design to do the thing right."（あなたのユーザの目標と、どうすれば彼らを満足させられるかを知りなさい。それを正しく行うためにはインタラクションデザインが必要である。）としている。クーパーは、顧客のニーズを満たすために、また、最初に正しく行うことでより良い製品をより早く構築するために、デザインをビジネスの実践に統合することを提唱している。
クーパーは現在、インタラクションデザインの進歩とアジャイルソフトウェア開発の有効性を効果的に統合する方法に焦点を当てている。クーパーは定期的に講演を行っており、彼の会社のウェブサイトでこのことについてブログを書いている。

### クーパー社
クーパー社は、サンフランシスコに本社を置き、ニューヨークにオフィスを構えるユーザーエクスペリエンスデザインと戦略のコンサルティング会社である。1992年にアラン・クーパーとスー・クーパーによってカリフォルニア州メンローパークで「クーパー・ソフトウェア」という名前で設立され、1997年に「クーパー・インタラクション・デザイン」に社名を変更した。当初の顧客は主にシリコンバレーのソフトウェア会社やコンピュータ・ハードウェア会社だった。アラン・クーパーは、1992年の設立以来、同社の社長を務めている。
同社は「目的指向設計」という人間中心の方法論を採用しており、ユーザが望む最終状態とそこに到達するための動機を理解することの重要性を強調している。
2002年、クーパー社は、インタラクションデザイン、サービスデザイン、ビジュアルデザイン、デザインリーダーシップなどのトレーニング課程を一般に提供し始めた。
2017年、クーパー社は、ウィプロ・デジタル社の戦略的デザイン部門であるDesignitの一部となった。

## 著書
- About Face: The Essentials of User Interface Design (ISBN 1-56884-322-4), 1995年
  - 日本語訳：ユーザーインターフェイスデザイン Windows95時代のソフトウェアデザインを考える (ISBN 4881353683)
- The Inmates Are Running the Asylum: Why High-Tech Products Drive Us Crazy and How to Restore the Sanity (ISBN 0-672-31649-8), 1998年
  - 日本語訳：コンピュータは、むずかしすぎて使えない! (ISBN 978-4881358269) 2000年、山形浩生 訳
- About Face 2.0: The Essentials of Interaction Design (with Robert Reimann) (ISBN 0-7645-2641-3), 2003年
- About Face 3: The Essentials of Interaction Design (with Robert Reimann and David Cronin) (ISBN 0-4700-8411-1), 2007年
  - 日本語訳：About Face 3 インタラクションデザインの極意 (ISBN 978-4048672450) 2008年、長尾高弘 訳
- About Face: The Essentials of Interaction Design, 4th Edition (with Robert Reimann, David Cronin, and Christopher Noessel) (ISBN 978-1118766576), 2014